# Bilel Bellahcene
Pour les articles homonymes, voir Bellahcene.
Bilel Bellahcene, né le 14 mars 1998 à Strasbourg, est un joueur d'échecs franco-algérien, devenu grand maître international en 2018. Il représente la fédération algérienne des échecs depuis juillet 2018. Il remporte à deux reprises le Championnat arabe d'echecs (en 2021 et 2024), et s'adjuge le Championnat d'Afrique individuel d'echecs en 2025.
Au 1ᵉʳ juin 2025, il est le joueur algérien le mieux classé au monde et figure au quatrième rang du classement africain avec un Elo FIDE de 2 511 points.
Il a atteint son meilleur classement Elo en mars 2019 avec 2 560 points.

## Biographie et carrière

### Compétitions individuelles
Bilel Bellahcene est né à Strasbourg et joue aux échecs depuis son plus jeune âge. Il a étudié au lycée Marcel Rudloff à Strasbourg et a suivi la filière ES. Il a deux frères et quatre sœurs, tous aussi joueurs d'échecs et a débuté au Cercle d'échecs de Bischwiller.
Il a été cinq fois Champion de France des jeunes : en poussins (2009), pupilles (2010), benjamins (2011 et 2012) et minimes (en 2014).
Il a remporté le championnat du monde de blitz dans la catégorie des moins de seize ans en janvier 2014. Le 27 janvier 2014, il fut l'invité de l'émission Toute une histoire, diffusé sur France 2. En septembre 2014, il fut médaillé de bronze du championnat du monde d'échecs de la jeunesse (cadence lente) dans la catégorie des moins de seize ans.
Bellahcene remporta le championnat de Paris en juillet 2017.  Il est grand maître international depuis 2018,  
Il est médaillé d'argent en rapide par équipe mixte et médaillé de bronze en blitz individuel masculin aux Jeux africains de 2019.
En 2019, Bilel Bellahcene a remporté le championnat de la zone FIDE 4.1, qui s'est tenu à Oran, en Algérie, avec un score parfait de 9 sur 9, se qualifiant ainsi pour la Coupe du Monde FIDE 2019 . Au premier tour de la Coupe du Monde, il a affronté le super-grand maître américain Hikaru Nakamura. Malgré un écart de classement significatif (2540 contre 2745 Elo), Bilel Bellahcene a tenu tête à son adversaire en annulant les deux parties classiques. Il s'est finalement incliné lors des départages rapides, mais sa performance a été saluée comme l'une des surprises du tournoi .
Lors de la Coupe du monde d'échecs 2021, il est battu au premier tour par le vainqueur du championnat d'arménie en 2017 et 2021, le grand maître arménien Hovhannes Gabouzian.
En juin 2024, Bilel Bellahcene remporte les Internationaux de France de blitz à Saint-Maur-des-Fossés avec 11 points sur 13, devançant Marco Matéria et Loïc Travadon au départage.
En novembre 2024, il a remporté en partie classique le championnat arabe des jeux d'échecs individuels à Sharjah (Émirats arabes unis), en dominant la compétition avec 8 points sur 9 rondes. Il a devancé les Égyptiens Adham Fawzy et Moheb Ameir, tous deux à 6,5 points .
En mai 2025, Bilel Bellahcene est devenu champion d'Afrique individuel d'échecs mettant fin à près d’une décennie de domination égyptienne. Il a terminé avec 7 points sur 9 rondes, devançant au départage les grands maîtres égyptiens Bassem Amin et Ahmed Adly. Cette victoire fait de lui le premier Algérien à remporter ce titre continental.

### Compétitions par équipes
En septembre 2017, il est le premier échiquier de l'équipe de France qui participa à la Mitropa Cup (la France finit troisième de la compétition).
Avec l'Algérie, il participe à l'olympiade de Batoumi au premier échiquier de l'équipe d'Algérie.